# Club Balonmano Cantera Sur
El "Club Balonmano Cantera Sur El Ejido" es un equipo de balonmano de la localidad de El Ejido que juega actualmente en la Primera División Nacional.

## Historia

### Primeros años
El club fue fundado en julio de 2016 con la intención de ser un club de categorías de base, creando una cantera fuerte y promocionanado este deporte en la localidad y en las vecinas. A pesar de no tener proyectado tener un equipo sénior, en la temporada 2016/17, saca equipo sénior. Este compite en Primera Andaluza, donde quedó subcampeón empatando a puntos con el primero. En la temporada siguiente, la 2017/18, quedan campeones de grupo, jugando la fase de ascenso a Segunda Nacional, quedando subcampeones de la misma y ascendiendo de categoría.

### Segunda Nacional
En sus dos primeros años, 2018/19 y 2019/20 consigue la permanencia. En la primera temporada la consigue en la penúltima jornada; en la segunda, tras acabar en décima posición debía jugar una promoción para eludir el descenso, aunque con  la suspensión de la liga por la Pandemia de COVID-19 no la dipsuta y salva la categoría al no producirse descensos en la misma.

### Ascenso a Primera Nacional
En agosto de 2020, el equipo firma un acuerdo de colaboración con el CBM Bahía de Almería de la Primera División Nacional, donde algunos jugadores del club capitalino se integrarían en la plantilla ejidense compitiendo con el nombre de CBM Cantera Sur Bahía de Almería.
En su tercer año en Segunda Nacional, la temporada 2020/21, el equipo gana el campeonato liguera a falta de una jornada. En la fase de ascenso a Primera División Nacional de balonmano, cayó en cuartos de final ante Escuela BM Coín-BM Málaga. En junio de 2021, el club compra los derechos deportivos y federativos de la Balonmano Maravillas Benalmádena, consiguiendo así el ascenso a Primera Nacional, convirtiéndose en el mayor representante de la provincia de Almería en este deporte, y en el primer equipo ejidense en alcanzar dicha categoría. En la temporada 2021/22, tras reforzar su acuerdo con Bahía de Almería, el club establece como objetivo el ascenso a División de Honor B a corto-medio plazo.

### Primera Nacional
En su estreno en la categoría de bronce, consigue la permanencia quedando el 10º clasificado tras una temporada en mitad de la tabla sin opciones de ascenso y manteniéndose siempre lejos del descenso.
En la temporada 2023/24 el club queda campeón de grupo con un 96% de victorias, ganando 25 partidos y perdiendo solo 1, alcanzando una racha de 24 victorias consecutivas.En los Play off de ascenso a División de Honor Plata de balonmano se encuadra en el grupo I de ascenso, con la Asociación Atlética Avilesina, Attica 21 Hotels OAR Coruña y el BM Proin Triana. Los azulinos encajan dos derrotas y una victoria, sin conseguir el ascenso.

## Trayectoria
| Temporada | Categoría                 | Puesto             | Notas                                                                                             |
| --------- | ------------------------- | ------------------ | ------------------------------------------------------------------------------------------------- |
| 2016/17   | Primera División Andaluza | 2º                 | Coliderato de grupo en liga regular (sin fase final por golaveraje particular)                    |
| 2017/18   | Primera División Andaluza | 1º en liga regular | 2º en fase final y ascenso a Segunda División Nacional                                            |
| 2018/19   | Segunda División Nacional | 9º                 |                                                                                                   |
| 2019/20   | Segunda División Nacional | 10º                |                                                                                                   |
| 2020/21   | Segunda División Nacional | 1° en liga regular | Eliminado en cuartos de final de segunda fase, ascenso administrativo a Primera División Nacional |
| 2021/22   | Primera División Nacional | 10°                |                                                                                                   |
| 2022/23   | Primera División Nacional | 7°                 |                                                                                                   |
| 2023/24   | Primera División Nacional | 1° en liga regular | 3º en fase de ascenso a División de Honor Plata                                                   |
| 2024/25   | Primera División Nacional | 7°                 |                                                                                                   |

## Palmarés

### Categoría nacional
- Campeón de grupo Primera División Nacional (1): 2023/24
- Campeón de grupo Segunda División Nacional (1): 2020/21[17]

### Categoría autonómica
- Campeón de grupo Primera División Andaluza (1): 2017/18[18]
- Subcampeón (fase final) Primera División Andaluza (1): 2017/18[19]
- Ascenso a Segunda División Nacional (1): 2017/18
- Subcampeón de grupo Primera División Andaluza (1): 2016/17

### Categoría provincial
- Tercer clasificado Copa Delegación de Almería de la FABM (2): 2017/18 y 2018/19
- Campeón de grupo fase provincial CADEBA Alevín Femenino (1): 2023/24
- Subcampeón (fase final provincial) CADEBA Alevín Femenino (1): 2023/24
- Subcampeón Copa Delegación de Almería FABM Infantil Masculino (1): 2023/24
- Subcampeón Copa Delegación de Almería FABM Alevín Masculino (1): 2023/24